# Кукоју (Валча)
Кукоју (рум. Cucoiu) насеље је у Румунији у округу Валча у општини Перишани. Oпштина се налази на надморској висини од 539 m.

## Становништво
Према подацима из 2002. године у насељу је живело 195 становника, од којих су сви румунске националности.